# Кучеренко Валерій Михайлович
Кучеренко Валерій Михайлович (нар. 20 березня 1948; м. Лубни) — український політик. Член КПУ; Верховна Рада Автономної Республіки Крим, депутат від КПУ (з квітня 2006 р.); 1-й секретар Сімферопольського МК КПУ, секретар Кримського рескому КПУ.

## Біографія
Народився 20 березня 1948 р. у місті Лубни (Полтавська область); українець; одружений; має 2 дочок.
У 1978 році здобув освіту в Одеському державному університеті імені І.Мечникова, навчався на юридичному факультеті, спеціальність: «Правознавство».
- 1965—1968 рр. — служба в армії.
- 1968—1970 рр. — методист, фрезерувальник у Сімферопольському електротехнічому заводі.
- 1970—1979 рр. — фрезерувальник Сімферопольського заводу залізобетонних виробів тресту «Укрводзалізобетон», заводу продовольчого машинобудування ім. Куйбишева, м. Сімферополь.
- 1979—1998 рр. — відповідальний виконавець, заступник голови, голова, Кримського бюро міжнародного молодіжного туризму «Супутник», м. Сімферополь.

## Політична діяльність
Березень 1998 - квітень 2002 рр. — Народний депутат України 3 скликання від КПУ, № 65 в списку. На час виборів: голова Кримського бюро міжнародного молодіжного туризму «Супутник» (м. Сімферополь), член КПУ. Член Комітету з питань правової реформи (з липня 1998, з 2000 р. — Комітет з питань правової політики); член фракції КПУ (з травня 1998 р.).